# Ricardo Díez-Hochleitner
Pour les articles homonymes, voir Diez.
Ricardo Díez-Hochleitner, né le 11 août 1928 à Bilbao et mort le 1er avril 2020 à Madrid, est un pédagogue et un économiste espagnol.

## Biographie
De 1955 à 1956, Ricardo Díez-Hochleitner est sous-secrétaire d’État à l’Éducation et à la Science en Espagne. De 1956 à 1957, il occupe les fonctions de vice-ministre de l’Éducation en Colombie. Il occupe également des postes de direction à la Banque mondiale, à l'Unesco de 1964 à 1968 et à l’Organisation des États américains. Il est vice-président (1988-1990) et président (1990-2000) du Club de Rome.
En 1972, il reçoit la médaille d'or du mérite des beaux-arts par le ministère de l'Éducation, de la Culture et des Sports.
À partir de 2000, il est président honoraire du Club de Rome et membre de son comité exécutif. Il est également conseiller à l'université pour la paix de l'ONU, au Costa Rica (UPEACE) depuis 2001.
Il est membre du conseil d'administration de l'International IDEA (Institut international pour la démocratie et l’assistance électorale) et membre du comité de restructuration de l'Institut FRIDE (un think tank européen pour une action mondiale).
Il est aussi membre du conseil d'administration de la Fondation EFE (Fondation de l'éducation pour l'emploi).